# Emilie Bragstad
Emilie Bragstad (Derby, 8 januari 1999) is een voetbalspeelster uit Noorwegen. Ze speelt als verdediger voor Hammarby IF in de Damallsvenskan.

## Clubcarrière
Bragstad begon haar carrière bij Trond en Strindheim IL voordat ze overstapte naar het toenmalige Trondheims-Ørn in 2017. In 2020 ging Trondheims-Ørn over in Rosenborg BK en in dat jaar en in 2021 behaalde Bragstad de tweede plaats met haar club. In 2020 bleef Rosenborg BK zelfs ongeslagen. In 2021 werd Bragstad persoonlijk beloond met een nominatie voor Speler van het Seizoen in de Toppserien.
In januari 2022 maakte Bragstad al op 20-jarige leeftijd de overstap naar FC Bayern München. Hier tekende ze een contract tot medio 2025. Om wedstrijdritme te blijven behouden en een plek te kunnen bemachtigen in de selectie voor het EK 2022, verhuurde FC Bayern München Bragstad aan Rosenborg BK. In de tweede seizoenshelft van het seizoen 2022-2023, keerde Bragstad terug bij Bayern München en kwam ze tot 7 wedstrijden.
Door moordende concurrentie bij FC Bayern München, besloot de club om Bragstad in het seizoen 2023-2024 te verhuren aan competitiegenoot Bayer 04 Leverkusen. Voor deze club maakte ze haar debuut op 17 september 2023 in het met 3-0 verloren uitduel bij VfL Wolfsburg. De daaropvolgende wedstrijden had Bragstad een basisplaats in het hart van de defensie van Bayer 04 Leverkusen dat onder leiding stond van de Nederlandse trainer Robert de Pauw.
Op 20 juni 2024 nam Bayer 04 Leverkusen Bragstad definitief over van FC Bayern München. In Leverkusen tekende ze een contract tot medio 2026. In maart 2025 stapte ze over naar het Zweedse Hammarby IF.

## Statistieken
| Seizoen   | Club                        | Land      | Competitie     | Wedstrijden | Doelpunten |
| --------- | --------------------------- | --------- | -------------- | ----------- | ---------- |
| 2017-2021 | Trondheims-Ørn/Rosenborg BK | Noorwegen | Toppserien     | 62          | 6          |
| 2022-2024 | FC Bayern München           | Duitsland | Bundesliga     | 7           | 0          |
| 2022      | Rosenborg BK                | Noorwegen | Toppserien     | 15          | 3          |
| 2023/2024 | Bayer 04 Leverkusen         | Duitsland | Bundesliga     | 21          | 2          |
| 2024/2025 | Bayer 04 Leverkusen         | Duitsland | Bundesliga     | 10          | 0          |
| 2025      | Hammarby IF                 | Zweden    | Damallsvenskan | 4           | 0          |
| Totaal    | Totaal                      | Totaal    | Totaal         | 123         | 11         |

Laatste update: 22 april 2025

## Interlandcarrière
Emilie Bragstad maakte haar debuut als international voor het Noorse nationale team op 16 september 2021 in een wedstrijd tegen Armenië. De twee interlandperiodes voorafgaand werd Bragstad al wel opgeroepen, maar bleef ze op de bank. Ook Guro Bergsvand mocht in deze wedstrijd haar debuut maken voor Noorwegen.